# Tüidük
Tüidük, turkmenisch tüýdük, russisch туйдук, andere Umschriften tüjdük, tüydük, tuiduk, auch kargy-tüidük, gargy tüjdük, garghy tüydük, garghy taydak, ist eine lange endgeblasene Flöte der Turkmenen in Zentralasien. Die tüidük wird nur von Turkmenen eingesetzt und gehört – wenn auch seltener gespielt – neben der gezupften Langhalslaute dutār und der Streichlaute ghichak zu den drei traditionellen Instrumenten professioneller Musiker. Der Namenszusatz kargy nach dem verwendeten Pflanzenrohr unterscheidet die Flöte vom turkmenischen Einfachrohrblattinstrument dilli tüýdük.

## Herkunft und Verbreitung

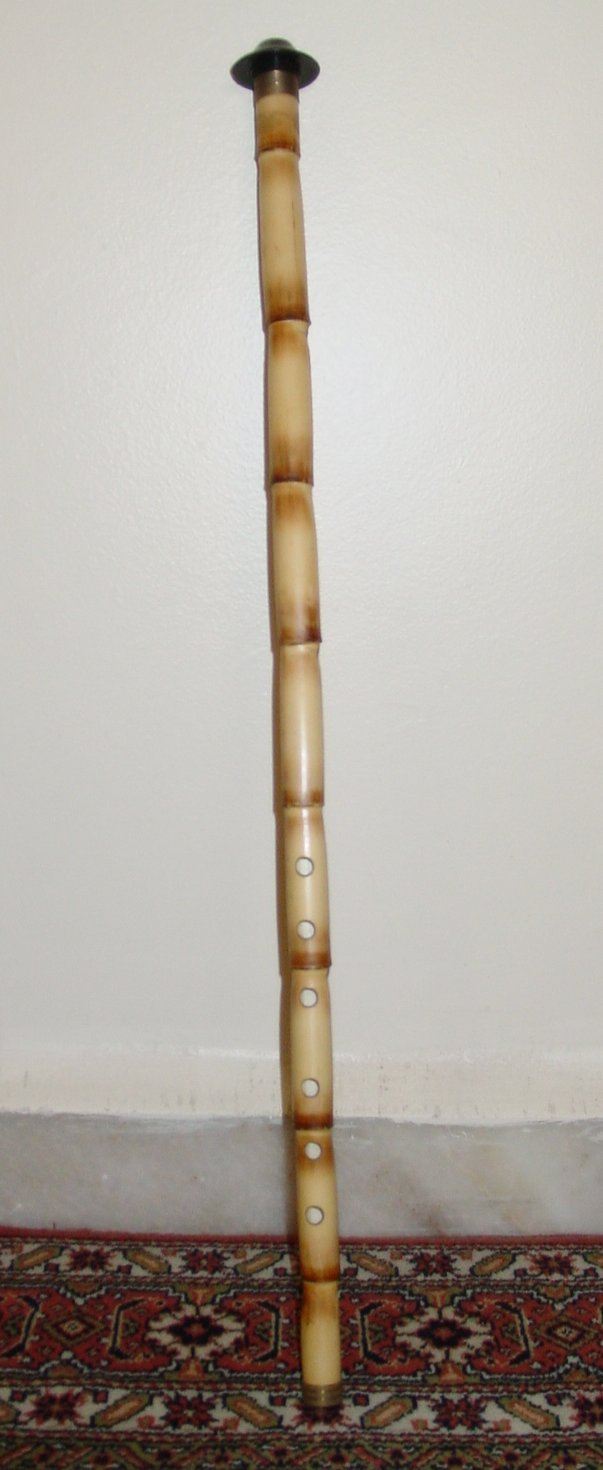
Türkische kız ney. Rohrflöte mit sechs Fingerlöchern und acht Knoten

Musikinstrumente aus vorislamischer Zeit sind in Zentralasien vor allem durch Terrakottafiguren bekannt. Hierzu gehören Längsflöten, die sich wie die anderen Musikinstrumente in ähnlicher Form vom iranischen Hochland bis nach Ostturkestan verbreitet haben. Die Querflöte wurde in der ersten Hälfte des 1. Jahrtausends n. Chr. als aus dem Westen kommendes Instrument am chinesischen Kaiserhof und in der allgemeinen chinesischen Musik übernommen. Bei Ausgrabungen in Afrasiab nahe Samarqand kamen mehrere bruchstückhaft erhaltene Terrakottafiguren von musizierenden Frauen aus der Mitte des 1. Jahrtausends zum Vorschein. Die aufrecht stehenden sogdischen Musikerinnen sind in lange Mäntel und Pluderhosen gekleidet, ihr Gesicht wird von einem fülligen Haar umrahmt. Mit beiden Händen umgreifen sie ein langes dünnes Blasinstrument, das sie vor dem Oberkörper senkrecht nach unten halten. Den Proportionen nach müsste das leicht konische Blasinstrument etwa 80 Zentimeter lang und im Vergleich mit anderen Fundobjekten eine randgeblasene Flöte gewesen sein. Andere Figuren aus Afrasiab belegen, dass auch die Querflöte in Sogdien verbreitet war. Gegenüber den zahlreichen Abbildungen von Musikinstrumenten aus vorgeschichtlicher bis frühmittelalterlicher Zeit in Zentralasien sind original erhaltene Musikinstrumente selten. Die meisten erhaltenen Flöten sind Knochenflöten, wie ein Exemplar aus der ehemaligen Hauptstadt Bundschikat, die vom 7. bis zum 9. Jahrhundert östlich von Sogdien bestand. Aus der nahegelegenen Palastfestung Tschilchudschra, die zur selben Zeit existierte, stammt eine schlecht erhaltene Rohrflöte, die mindestens drei Grifflöcher besaß.
Außer Terrakotten geben Wandmalereien, andere Kleinobjekte und Inschriften, die neben Flöten Lauteninstrumente (barbat) und Harfen (tschang) darstellen, Zeugnis einer vorislamischen zentralasiatischen Musikkultur. Der im südlichen Zentralasien geborene muslimische Gelehrte al-Farabi (um 872–950) verfasste das bedeutendste Werk zur Musiktheorie in frühislamischer Zeit und spielte selbst die gezupften Lauten oud und tanbur sowie die Längsflöte nay. Abhandlungen aus dem 10. bis 14. Jahrhundert erwähnen als Blasinstrumente unter anderem die Flöte nay, die Kegeloboe surnay und eine organun oder urghanun genannte, mutmaßliche hydraulische Orgel.
Heute sind in der usbekischen Musik noch die alten kurzen Schäferflöten chupon nai und ghajir nai besonders bei Frauen und Kindern im ländlichen Raum beliebt. In dasselbe Umfeld gehört das kleine usbekische Einfachrohrblattinstrument sibiziq, das unter ähnlichen Namen unter den zentralasiatischen Turkvölkern bis in die Türkei (sipsi) verbreitet ist.
Mit der tüidük in Form und Spielweise verwandte, lange endgeblasene Rohrflöten ohne Mundstück sind außer der iranischen nay die kurai (quray, kyrillische Schrift ҡурай) der Baschkiren und Tataren und die sybyzgy (sibizga) der Kasachen. Zu den Schäferflöten gehören des Weiteren die lange türkische kaval, die armenische blul, die kurdische bilûr, die kürzere tutak aus Aserbaidschan, die ostgeorgische Schnabelflöte salamuri und die archarpyn in Abchasien. Die seltene kirgisische sarbasnai (möglicherweise von persisch sarbaz nai, „Soldatenflöte“) besteht aus einer 60 Zentimeter langen Metallröhre, meist Messing, mit fünf Fingerlöchern. Das bekannteste kirgisische Blasinstrument ist die choor, die mit der kasachischen sybyzgy weitgehend übereinstimmt. Sie ist 55 Zentimeter lang mit einer Spielröhre aus Holz oder Rohr und drei bis vier Fingerlöchern. In der Mongolei heißt diese endgeblasene Holzflöte tsuur. Die in der pakistanischen Wüstenprovinz Belutschistan gespielte narh mit vier Fingerlöchern ist wie die tüidük eine Rohrflöte mit sieben Knoten.
Mit Ausnahme der in der Kunstmusik verwendeten persischen nay gehören die meisten der genannten Flöten zur Musik der Hirten. Tulak oder tula heißen verschiedene zentralasiatische Blockflöten, etwa die kleine Holzflöte, die in der tadschikischen Musik in Badachschan gespielt wird. Eine solche tula oder nai kommt auch bei den Paschtunen und Belutschen vor.
Anfang des 20. Jahrhunderts war die tüidük hauptsächlich in der Region Merw im Osten von Turkmenistan verbreitet. Von den fünf großen turkmenischen Stämmen fehlte sie bei den Salyr (Salor), Yomud (Yomut) und Chaudyr. Diese drei Stämme siedeln nicht im Norden Afghanistans. Der Stamm der Ersari, dem in Nordafghanistan die meisten Turkmenen angehören, hielt demnach wesentlich die Tradition der tüidük aufrecht.

## Bauform
Die tüidük besteht aus einem 80 bis 85 Zentimeter langen Pflanzenrohr, dessen Durchmesser 2 bis 2,5 Zentimeter beträgt. Das Präfix kargy- bezeichnet das Pflanzenrohr, das üblicherweise sechs Knoten, also sieben Abschnitte haben sollte, in Nordafghanistan sind es eher sieben Knoten. Die sieben Abschnitte führten zum Beinamen jedi bogum der tüidük. Die baschkirische quray besitzt vier Fingerlöcher, die kirgisische sybyzgy fünf, die tüidük sechs Fingerlöcher, davon eines an der Unterseite und die türkische mansur nay zum Vergleich sieben Fingerlöcher, davon eines an der Unterseite. Bei der tüidük ergibt sich eine diatonische Skala mit einer Sexte Tonumfang, der beim Spielen auf zweieinhalb Oktaven erweitert werden kann. Eine 1933 bei einem Instrument aus Merw durchgeführte Messung ergab auf dem Grundton c die angenäherte Tonfolge B♭–c–d–e♭–f–g. Die Entfernung bei der 81,5 Zentimeter langen tüidük aus Merw beträgt vom Daumenloch zum oberen Ende 45,9 Zentimeter, von den  Fingerlöchern 51,8 und 55,4 und 58,5 und 62,4 und 70,2 Zentimeter. Belaiev und Pring vergleichen diese Längenangaben mit denen der anderen drei genannten Längsflöten und kommen zu dem Schluss, dass alle Entfernungen nach der natürlichen Maßeinheit zwischen kleinem Finger und Daumen einer gespreizten Hand gebildet sind. Zwischen Anblaskante und Daumenloch beträgt der Abstand zwei gespreizte Hände plus die Breite der vier Finger. Zwischen Daumenloch und unterer Öffnung passen eine gespreizte Hand und der Abstand zwischen gestrecktem Zeigefinger und kleinem Finger. Die übrigen Abstände wurde analog festgelegt, was Abweichungen zwischen den einzelnen Exemplaren erklärt und den Verfassern zufolge das bis weit in vorchristliche Zeit zurückreichende Alter der turkischen Längsflöten belegt.

## Spielweise
Der Spieler bläst die tüidük über das oben offene Ende oder für eine einfachere Tonerzeugung über eine als Mundstück angesetzte Messinghülse an, indem er das Spielrohr in einem steilen Winkel nach unten mit der Anblaskante gegen die untere Zahnreihe hält. Die Atemluft wird durch die Zunge gesteuert. Die ungewöhnliche Länge der tüidük führt dazu, dass der Spieler häufig nicht mit gekreuzten Beinen, sondern mit nach hinten geschlagenen Beinen auf den Knien am Boden sitzt, um mit dem Oberkörper freier zu sein. Weil die Grifflöcher von der Anblasöffnung so weit entfernt sind, muss der Spieler seine Arme fast ganz ausstrecken. Das untere Ende der Flöte erreicht in Spielposition fast den Boden. Nur wenn der Spieler eine melodische Phrase besonders betonen möchte, biegt er den Kopf weiter nach hinten, um das untere Ende anheben zu können. Ansonsten führt er regelmäßig kleine Kreisbewegungen während des Spiels aus.
Der geräuschhafte Ton der tüidük wird wie bei anderen zentralasiatischen Längsflöten durch eine summende Gesangsstimme ergänzt, die den Bordunton bildet („Flöte mit Brumm“). Das Spielen ist anstrengend, weshalb die vorgetragenen Stücke relativ kurz sind. Die tüidük ist allenfalls in manchen Gegenden ein Hirteninstrument, in Afghanistan gehört sie zur Unterhaltungsmusik in den Städten. Die Flöte wird meist solistisch zur Gesangsbegleitung gespielt, daneben treten zwei unisono spielende Flötisten (tüidüktschis) auf, die sich einander gegenüber aufstellen und in einen musikalischen Wettstreit eintreten. Da die tüidük schnell durch Luftfeuchtigkeit weich wird und dann unsauber klingt, halten die Musiker einen Vorrat an Flöten parat.
In der nordafghanischen Musik wird die tüidük überwiegend von professionellen Musikern gespielt, die bei den Turkmenen als bachschi (bedeutet Meistermusiker, nicht wie im Usbekischen Epensänger oder Schamane) angesprochen werden. Die Turkmenen in Nordafghanistan spielen vorwiegend die Laute dutar, tüidük und dilli tüýdük, selten die Maultrommel qopuz, die in dieser Region vielerorts als ein Instrument der Frauen und Kinder gilt. Tüidük-Lieder beginnen stets mit mehreren kurzen Phrasen, die jeweils etwa fünf Sekunden lang sind und durch Atemholen unterbrochen werden. Ein bestimmter musikalischer Abschnitt besteht aus mehreren solcher Phrasen, die vom Grundton ausgehend zu diesem zurückkehren. Diese Struktur entspricht weitgehend den auf der dutar gespielten Stücken; die Flöte muss jedoch auf die mehrstimmigen Zupftechniken des Saiteninstruments verzichten und sich auf die Betonung einzelner Noten beschränken. Die Melodien fallen häufig von einer hohen Tonlage in sich wiederholenden Phrasen ab.
Die Bedeutung als eines der drei hauptsächlichen turkmenischen Musikinstrumente ist in Mythen begründet. Nach einer biblischen Erzählung schuf Gott Adam aus Lehm, gab ihm aber keine Seele mit. Diese bliesen ihm mehrere Engel mit der tüidük ein. In einer abgewandelten Version vom sagenhaften König Midas erzählt der Barbier die Wahrheit über – in diesem Fall – die Eselsohren Alexanders des Großen einem Erdloch, über dem nachher nicht Binsen wachsen, sondern das kargy-Schilfrohr, und tüidüks flöten die Wahrheit in die Welt. Passend zu einer Geschichte über die turkmenische dutar, die mit Hilfe des Teufels entstanden sei, heißt bei der tüidük das untere Fingerloch für den Daumen „Teufelsloch“.